# Trawbreaga Bay
Trawbreaga Bay är en vik i republiken Irland.   Den ligger i grevskapet County Donegal och provinsen Ulster, i den norra delen av landet, 230 km norr om huvudstaden Dublin.